# Tomasz Gocłowski
Tomasz Gocłowski herbu Sulima (zm. 1676) – sędzia ziemski nurski w 1661 roku, podsędek nurski w 1649 roku.
Poseł sejmiku łomżyńskiego na sejm 1661, 1662, poseł sejmiku nurskiego na sejm 1666 (I), poseł na sejm nadzwyczajny w 1668 roku. Jako poseł na sejm konwokacyjny 1674 roku z ziemi nurskiej był członkiem konfederacji generalnej zawiązanej 15 stycznia 1674 roku na tym sejmie.